# Danny A. Abeckaser
Danny A. Abeckaser (en hebreo: דני א. אביכזר‎) es un actor, director y cineasta estadounidense nacido en Israel.

## Primeros años de vida
Abeckaser nació en Israel, el sexto de siete hijos de padres judíos marroquíes que emigraron a Estados Unidos en 1980. Creció en Brooklyn.

## Carrera

### Carrera de club nocturno
Abeckaser trabajó en la industria de los clubes nocturnos de Nueva York como promotor. Bien conectado en la industria, llevaba modelos a clubes, planificaba fiestas y eventos y se ocupaba de la clientela famosa. Ayudó a abrir clubes como Avenue y Marquee. La película Club Life de 2015, que coprotagonizó, creó y coescribió, se basó en estas experiencias.

### Carrera cinematográfica

#### Como un actor
Abeckaser tuvo un pequeño papel en la comedia Made, con Vince Vaughn, en 2001, lo que le llevó a recibir otros pequeños papeles en películas como Alpha Dog, You Don't Mess with the Zohan y el programa de televisión Entourage. Luego interpretó el papel de Dino Lapron junto a Michael Shannon y Winona Ryder en la película de Ariel Vromen The Iceman (2012) y tuvo un papel muy pequeño en la película de Martin Scorsese El lobo de Wall Street (2013). Abeckaser compartió escena con Robert De Niro como Louie the Deadbeat en la película de Scorsese El irlandés (2019).
Abeckaser tuvo su primer papel protagónico en A Stand Up Guy (2016). También apareció en Mob Town, Lansky, I Love Us, Inside Man y The Engineer. Está representado por APA y LBI Entertainment.

#### Como director
Hizo su debut como director con First We Take Brooklyn (2018), que coprotagonizó con Harvey Keitel. Ha dirigido otras películas como I Love Us, Blackjack: The Jackie Ryan Story, Mob Town, Inside Man y The Engineer.
En 2024, Bardejov fue puesto en libertad. Una película que Abeckaser dirigió y protagonizó.

#### Como productor
En 2013, Abeckaser creó la productora 2B Films para producir sus películas. La primera película de Abeckaser como productor fue Holy Rollers (2010), que también protagonizó junto a Jesse Eisenberg. Desde entonces, produjo otras películas como The Last Shaman, Davi's Way, así como las películas que ha dirigido.

## Vida personal
Abeckaser se casó con la modelo de Instagram May Almakaies en mayo de 2022 en Israel. Leonardo DiCaprio fue uno de los invitados a la boda. Abeckaser está involucrado con las organizaciones benéficas Rhonda's Kiss, donde es presidente del comité, United Hatzalah Emergency Relief Fund, y Together1Heart.

## Filmografía
| Año  | Título                           | Role                        | Notas                         |
| ---- | -------------------------------- | --------------------------- | ----------------------------- |
| 2001 | Made                             | Club Promoter               | Uncredited                    |
| 2004 | Point&Shoot                      | Danny A                     |                               |
| 2006 | Alpha Dog                        | Latino Youth #1             |                               |
| 2006 | Homie Spumoni                    | Rosa's Maitre d             |                               |
| 2006 | El Cantante                      | Studio Engineer             |                               |
| 2007 | Gardener of Eden                 | Ami                         |                               |
| 2007 | The Education of Charlie Banks   | Arresting Officer           |                               |
| 2008 | You Don't Mess with the Zohan    | Ze'ev                       |                               |
| 2010 | Holy Rollers                     | Jackie Solomon              | Producer                      |
| 2011 | Bucky Larson: Born to Be a Star  | AFA Presenter               |                               |
| 2012 | Freelancers                      | Louie                       |                               |
| 2012 | The Iceman                       | Dino Lapron                 |                               |
| 2013 | The Wolf of Wall Street          | Investor's Center Broker #2 |                               |
| 2015 | Experimenter                     | Braverman                   | Producer                      |
| 2015 | Club Life                        | Mark                        | Also producer and writer      |
| 2016 | A Stand Up Guy                   | Sammy                       | Producer                      |
| 2016 | The Curse of Sleeping Beauty     |                             | Executive producer only       |
| 2016 | Marauders                        | Antonio Leon                |                               |
| 2018 | First We Take Brooklyn           | Mikki                       | Writer, producer and director |
| 2019 | The Irishman                     | Deadbeat                    |                               |
| 2019 | Mob Town                         | Joe Barbara                 | Director and producer         |
| 2020 | Blackjack: The Jackie Ryan Story |                             | Producer and director only    |
| 2021 | Lansky                           | Greg Kunz                   |                               |
| 2021 | I Love Us                        | Sammy Silver                | Director                      |
| 2023 | Inside Man                       | Roy DeMeo                   | Director and producer         |
| 2023 | The Engineer                     | Yakov                       | Director and producer         |
| 2024 | Bardejov                         | Dr. Atlas                   | Director                      |